# توساک پوند (دلاویر)
توساک پوند، دلاویر (به انگلیسی: Tussock Pond, Delaware) یک منطقهٔ مسکونی در ایالات متحده آمریکا است که در دلاویر واقع شده‌است.

## خصوصیات
توساک پوند ۹٫۱۴ متر بالاتر از سطح دریا واقع شده‌است.